# Lüsen
Lüsen (wł. Luson) – miejscowość i gmina we Włoszech, w regionie Trydent-Górna Adyga, w prowincji Bolzano.
Liczba mieszkańców gminy wynosiła 1539 (dane z roku 2009). Język niemiecki jest językiem ojczystym dla 98,95%, włoski dla 0,83%, a ladyński dla 0,23% mieszkańców (2001).